# Glossaire de sylviculture
- Haut – A
- B
- C
- D
- E
- F
- G
- H
- I
- J
- K
- L
- M
- N
- O
- P
- Q
- R
- S
- T
- U
- V
- W
- X
- Y
- Z

## A
- Abattage : opération consistant à couper un arbre sur pied.
- Accrus : formation forestière obtenu par la colonisation naturelle d'un terrain dont l'utilisation précédente a été abandonnée (landes non boisées, trouées forestière, déprise des terres agricoles...) (voir aussi recru).
- Afforestation : voir boisement
- Agroforesterie : méthode de culture associant des plantations forestières espacées sur un terrain exploité par l'agriculture (pâturage, fauche). Dans le principe, la méthode permet de diversifier les activités et donc les revenus.
- Aménagement forestier : l'aménagement forestier consiste à planifier de façon rationnelle la gestion d'un massif forestier.
- Arboricole : qui traite des arbres ou de leur culture.
- Arboriculture : désigne l'activité humaine qui consiste à cultiver des arbres.
- Arbre : plante ligneuse de plus de sept mètres de haut.
- Arbrisseau : plante ligneuse se ramifiant dès la base et ne dépassant pas 6 à 7 mètres de hauteur.
- Arbuste : plante ligneuse dont la tige n'est pas ramifiée dès la base d'une taille inférieur à 8 mètres.
- Assiette : situation géographique, surface et nature d’une coupe[1]. (V. aussi Etat d’assiette)
- Aubier : partie jeune de l'arbre, bois non encore formé situé entre le bois dur (duramen) et l'écorce. Ce sont les dernières cellules nées de l'année ; ce n'est encore qu'un bois imparfait qui va durcir et se transformer en bois parfait.

## B
- Baliveau : arbre jeune droit et vigoureux, dont on présume qu'il pourra devenir un bel arbre d'avenir, et qu'on réserve (épargne) pour cette raison lors d'une coupe forestière (ou taille de haies dans le cas d'une haie vive ou d'une haie contenant des arbres émergents que l'on souhaite conserver ou traiter par émondage...
- Bille : tronçon découpé dans une grume.
- Biodiversité (diversité biologique) : variété de la vie à trois niveaux : la variété des écosystèmes (diversité des écosystèmes), variété des espèces (diversité des espèces) et variété au sein des espèces (diversité génétique).
- Biomasse : poids sec de toute la matière organique, vivante ou morte, au-dessus ou au-dessous de la surface terrestre.
- Bois : tissu végétal (le xylème) qui joue un double rôle chez les plantes vasculaires : conducteur de la sève brute et tissu de soutien qui donne leur résistance aux tiges.
- Bois de chauffage : bois utilisé pour la production de bûches de chauffage.
- Bois façonné : bois classés par lots homogènes par essence et qualité après exploitation.
- Bois rond : selon l'INSEE, comprend tout bois abattu et façonné, avant la première transformation industrielle : grume (tronc coupé, ébranché et revêtu de son écorce), bille, rondin ou bûche.
- Boisement : création d'un peuplement sur un terrain non antérieurement boisé de mémoire d'homme.
- Bourgeon : excroissance apparaissant sur certaines parties des végétaux et donnant naissance aux branches, aux feuilles, aux fleurs et aux fruits.
- Bûche : morceau de bois débité en rondin ou en quartier, servant notamment à alimenter un feu dans une cheminée.
- Bûcheron : professionnel de l'abattage des arbres.

## C
- Canopée : étage supérieur de la forêt, en contact direct avec l'atmosphère libre.
- Cépée : ensemble de rejets se développant à partir d'une souche d'arbre.
- Chablis : arbre ou groupe d'arbres qui ont été renversés, déracinés ou rompus par le vent, la foudre, ou encore brisé sous le poids de la neige, du givre ou des ans.
- Champignon lignivore : champignon qui dégrade la lignine du bois.
- Chandelle : désigne la partie restée debout d'un arbre cassé.
- Cognée : outil de la famille des haches.
- Conifère : nom donné aux espèces ligneuses à graines en cônes (embranchement des pinophytes).
- Corde : unité de mesure du volume du bois empilé.
- Coupe partielle : système de récolte où une partie seulement des arbres commercialisables sont récoltés.
- Coupe progressive: système sylvicole qui consiste à régénérer le peuplement par une ou plusieurs coupes partielles, suivie d'une coupe finale, libérant la régénération établie sous couvert.
- Coupe rase : système de récolte consistant à abattre l'ensemble des arbres commercialisables dans un secteur donné et à ne laisser aucun couvert forestier important. Ce système n'est généralement utilisé que dans les plantations.
- Coupe réglée : Coupe réalisée conformément au programme prévisionnel des coupes d’un aménagement en forêt publique. Par opposition les coupes non prévue, dérogeant aux prévisions de l’aménagement forestier, sont dites non réglées[2]. (V. aussi Etat d’assiette)
- Couvert : partie de la forêt formée par les houppiers des arbres dominants. On parle aussi de frondaison.
- Cultivar : plante cultivée, nommée, choisie pour ses caractéristiques uniques, qui doit être transmise d'une génération à l'autre par des méthodes appropriées
- Cubage: opération consistant à évaluer le volume du bois (sur pied ou plus généralement au sol après une coupe).

## D
- Débardage : opération consistant à transporter des billes du lieu d'abattage au premier dépôt transitoire.
- Déforestation : diminution des surfaces couvertes de forêt.
- Défrichement : opération ayant pour effet de détruire l'état boisé d'un terrain et de mettre fin à sa destination forestière.
- Dégagement : opération sylvicole qui consiste à supprimer tout ou partie de la végétation qui concurrence les sujets faisant l’objet de la culture principale.
- Dendrologie (forestière) : étude et identification des arbres.
- Dépressage : opération sylvicole qui consiste à supprimer un certain nombre de jeunes sujets dans un peuplement très dense et issu de semis.
- Détourage: Il s'agit d'une opération sylvicole permettant de supprimer toutes les tiges concurrentes ou en contact avec une tige objective. Ceci afin de permettre un développement optimal de la tige d'avenir et de laisser la régénération naturelle de celle-ci se développer[3].
- Développement durable des forêts : développement des forêts en fonction des besoins actuels sans nuire à leur productivité future, à leur diversité écologique ou à leur capacité de régénération.
- Diamètre d'exploitabilité : diamètre minimal, à 1,3 m du sol, d'un arbre pour être récolté à la coupe finale[4].
- Duramen : partie interne du tronc, correspondant aux zones d'accroissement les plus anciennement formées, qui ne comportent plus de cellules vivantes. Partie plus dure que l'aubier. Appelé aussi bois de cœur ou bois parfait.

## E
- Ébranchage : opération consistant à couper les branches d'un arbre abattu.
- Éclaircie : opération (le plus souvent coupe) pratiquée dans un peuplement forestier non arrivé à maturité, destinée à accélérer l'accroissement du diamètre des arbres restants.
- Écologie des insectes forestiers
- Éhouppage : action de couper l'ensemble du houppier, c'est-à-dire de la cime de l'arbre.
- Écorce : revêtement extérieur du tronc, des branches et des racines des plantes ligneuses.
- Élagage : élimination de branches vivantes ou mortes d'arbres sur pied dans le but de réduire la grosseur des nœuds dans le bois.
- Émondage : élimination de certaines branches d'un arbre ou arbuste pour lui donner une forme désirée, éliminer une partie malade ou brisée, ou stimuler sa croissance.
- Érosion : processus de dégradation et de transformation du relief qui est causé par tout agent externe (donc autre que la tectonique).
- Émergents : arbres dont les cimes se dressent au-dessus du niveau général du couvert forestier.
- Équienne : se dit d'un peuplement d'arbres dont tous les arbres ont moins de vingt ans d'écart entre eux.
- Équarrissage ou dédossage : phase préliminaire au sciage, qui autrefois pouvait se réaliser dans la forêt, à la hache.
- Essence dominante : essence la plus répandue et la plus vigoureuse au sein d'une végétation mixte.
- Essence forestière : désigne généralement une espèce d'arbre, mais ce peut être parfois une sous-espèce ou variété qui présente un intérêt en sylviculture et qui a des exigences biologiques ou des emplois particuliers.
- Essence pionnière : première essence qui repousse sur un terrain passé au feu ou rasé après une coupe à blanc. Les pins et le bouleau sont des essences pionnières.
- Étage : espace occupé par les houppiers des arbres d’une même tranche de hauteur bien différenciée ; pour un peuplement régulier on distingue un étage principal (houppiers des arbres dominants, co-dominants et dominés), du sous-étage des autres essences d'arbres et d'arbustes[5].
- État d'assiette : liste des parcelles ou de parties de parcelles prévues pour être martelées une année données, avec indication de la surface à parcourir et du volume à exploiter et de la nature des coupes à réaliser[6] (V. aussi Assiette, Coupe réglée).
- Exploitation forestière : processus de production s’appliquant à un ensemble d’arbres en vue de leur acheminement vers un site de valorisation.

## F
- Feu de forêt : incendie dans un massif boisé.
- Feuillu : arbre produisant des feuilles (par opposition au conifère ou résineux).
- Flèche : désigne, chez le conifère, la pousse d'allongement ou le rameau vertical situé à son sommet.
- Forêt : étendue plus ou moins vaste portant un peuplement d'arbres relativement dense.
- Forêt équienne : forêt dont tous les arbres ont moins de vingt ans d'écart entre eux.
- Forêt inéquienne : forêt comprenant plusieurs classes d'âges et grandeurs, d'un minimum de trois.
- Forêt-jardin
- Forestballer : outil permettant de mettre les bûches en ballot, facilitant le travail manuel des bûcherons.
- Foresterie analogue : méthode d'agroforesterie visant à imiter les processus de succession forestière, notamment applicable en forêt-jardin.
- Fourré : stade de peuplement composé de jeunes plants de 1 à 3 m de hauteur, juste avant le Gaulis.
- Fût : partie du tronc de l'arbre se trouvant sous le houppier.
- Frondaison : désigne le moment de l'année où les feuilles d'un arbre ou d'une forêt commencent à pousser.
- Futaie : peuplement composé d'arbres provenant uniquement d'un ensemencement sur place, et qui sont destinées à être coupés, une fois leur plein développement atteint.
- Futaie jardinée : futaie dans laquelle on trouve des arbres à tous les stades de développement.
- Futaie régulière : futaie qui a été planifiée de façon que les coupes et les travaux permettent d'obtenir une succession de peuplements d'âges méthodiquement gradués.
- Futaie irrégulière : voir futaie jardinée.

## G
- Garde forestier : fonctionnaire chargé de patrouiller dans la forêt et autres endroits dans la nature, dans le but de protéger la faune et la flore.
- Gaulis : jeune peuplement de gaules (5 cm de diamètre et de 3 à 6 m de hauteur).
- Gélivure : fente longitudinale radiale qui apparait dans le tronc à la suite de grands froids rigoureux.
- Grume : tronc d'un arbre abattu et ébranché.

## H
- Habitat : désigne l'eau, la nourriture, la couverture et l'abri formant l'environnement essentiel dont les organismes et les espèces vivantes ont besoin pour survivre.
- Hache : outil formé d'une lame de métal attachée à un manche de bois utilisé pour couper du bois.
- Houppier : ensemble des branches et partie du tronc non comprise dans le fût. Dans le langage courant, on parle souvent de "tête de chêne".
- Hygrophile : arbre qui a besoin d'un sol gorgé d'eau.

## I
- Inéquienne : contraire de équienne.
- Insecte forestier : insecte vivant en forêt.
- Insecte xylophage : insecte dont le régime alimentaire est composé de bois.
- Inventaire forestier : opération de relevé de données réalisée sur le terrain, consistant à quantifier et à décrire les caractéristiques physiques des arbres d'une zone forestière.

## L
- Laie : voie étroite tracée dans une forêt ou une futaie[7].
- Lande : étendue non cultivée de terrain sablonneux, comportant une végétation basse.
- Layon forestier : petite laie[8], piste forestière plus étroite et sinueuse qu'une laie.
- Lichen : algue et champignon poussant en association symbiotique sur des surfaces solides comme des rochers ou l’écorce d’arbre.
- Lignine : biopolymère que l'on trouve principalement dans les parois pecto-cellulosiques de certaines cellules végétales.
- Litière organique : couche naturelle de débris organiques, de feuilles, de brindilles et d'écorces qui se décompose sur le sol.

## M
- Martelage : opération qui consiste à marquer les arbres qui seront coupés ou laissés sur pied. On utilise généralement des rubans de plastique, une entaille faite au marteau forestier ou des marques de peinture sur le tronc des arbres.
- Maquis : végétation fermée et de faible hauteur qui s'étend un sol granitique.
- Microsité : espace de terrain qu'occupe un arbre.

## N
- Nœud : point d'intersection d'une feuille sur le rameau, ou d'un rameau sur une branche ou d'une branche sur le tronc, dont on retrouve la marque dans le bois du tronc, correspondant à l'empreinte laissée par la chute de la feuille, du rameau ou de la branche.
- Niche écologique : position occupée par un organisme, une population ou plus généralement une espèce dans un écosystème. C'est l'environnement unique servant à assurer l'existence d'un organisme ou d'une espèce.

## P
- Plantation forestière : établissement de peuplements en semant ou en plantant. Les plantations sont établies soit sur des terres sans couvert forestier (afforestation), sur les sols forestiers où le couvert forestier a été supprimé par des coupes rases (reboisement) ou dans des régions ayant un couvert forestier (plantation d'enrichissement).
- Parcelle : pièce de terrain d’étendue variable et appartenant à la même personne.
- Paysage : ensemble de zones territoriales qui se distinguent par des différences dans les formes de relief, la végétation, l'utilisation et des caractéristiques d'ordre esthétique.
- Perchis : peuplement d'arbres dont on peut tirer des perches (diamètre de 10 à 30 cm).
- Peuplement : groupe d'arbres que distingue sa composition, son âge, sa qualité.
- Peuplement mixte : peuplement constitué de gymnospermes (résineux) et d'angiospermes (feuillus) fortement mêlés.
- Peuplement pur : se dit d'un peuplement constitué majoritairement d'une seule essence[9]. À l'opposé le peuplement est dit « mélangé » avec au moins deux essences.
- Plantules : jeune pousse de plante ne comportant que quelques feuilles.
- Place de dépôt : emplacement aménagé pour stocker le bois façonné en forêt[10].
- Plan d’aménagement : plan détaillé à long terme visant une zone forestière. Il contient un inventaire et d’autres données sur les ressources.
- Population : ensemble des individus de même espèce qui vivent dans une zone géographique donnée, en un moment particulier.
- Productivité : production en général de bois (volume en mètre-cube) par unité de surface (hectare) et unité de temps (année) soit en définitive en m3/ha/an[11].

## R
- Racine : organe souterrain d'une plante servant à la fixer au sol et à y puiser l'eau et les éléments nutritifs nécessaires à son développement.
- Ravageur : organisme capable de causer des dommages. Les ravageurs forestiers incluent des insectes, des maladies des arbres et des champignons nuisibles.
- Reboisement : opération qui consiste à restaurer ou créer des zones boisées ou des forêts, typiquement après coupe rase ou tempête.
- Recépage : action qui consiste à couper un arbre près du sol pour permettre la repousse des rejets.
- Récolement : opération de contrôle, dans une coupe vendue sur pied, visant à vérifier que les arbres exploités faisaient bien partie de la vente, par le repérage de l’empreinte du marteau forestier sur leur souche[12].
- Recrus :  formations secondaires qui se développent après l’exploitation partielle ou totale des forêts. Ils comportent une forte proportion de rejets et aussi des pieds francs de la forêt exploitée (voir aussi accrus).
- Régénération : croissance des jeunes arbres, soit naturelle, soit stimulée artificiellement. La régénération naturelle se fait lorsque les arbres dispersent des graines ou par rejets de taillis. Tandis que l'intervention humaine, par la plantation d'arbres, permet la régénération artificielle.
- Rémanents : branches ou bois mort qui restent sur le sol après une exploitation.
- Résineux : souvent utilisé pour désigner les conifères, désigne les arbres du groupe botanique des gymnospermes qui produisent de la résine. Se dit aussi du bois de ces arbres.
- Révolution : nombre planifié d'années séparant la formation ou la régénération d'un peuplement forestier et le moment où ce même peuplement est abattu aux fins de récolte filiale. L'âge du peuplement au moment de la récolte est qualifié d'âge d'exploitabilité s'il coïncide avec la révolution, et d'âge d'exploitation s'il en diffère. Dans le cas des systèmes de récolte sélective, on emploie parfois les expressions âge moyen d'exploitabilité ou âge moyen d'exploitation au lieu de l'expression âge d'exploitabilité.
- Rondin : tronçon de branche d'arbre brut, à l'origine de section ronde (s'opposant à bois refendu), avec ou sans écorce,
- Roulure : défaut du bois consistant en une séparation de cernes.

## S
- Sciaphile : désigne un arbre qui peut se développer à l'ombre. Exemples : le hêtre, le chêne sessile, le sapin pectiné.
- Scie : outil destiné à couper le bois ou d'autres types de matériaux, constituée d'une lame dentée et actionnée par divers moyens tels que la main, l'électricité, l'eau, etc.
- Scie de long : grande scie maniée par deux ou trois hommes.
- Série forestière : partie de forêt constituant un ensemble homogène du point de vue de son aménagement ou des essences qui la composent.
- Sève : liquide qui circule entre les différents organes des plantes.
- Souche : partie d'un arbre (bas du tronc et racines) qui reste en terre après l'abattage.
- Sous-étage : étage inférieur de la végétation dans une forêt. Généralement formé par la végétation au sol (mousses, herbacées, lichens), des herbes et des arbustes.
- Station : étendue de terrain de superficie variable, homogène dans les conditions physiques et biologiques (climat, topographie, sol).
- Stère : unité de mesure de volume utilisée pour les bois.
- Suranné : arbre ou peuplement qui a dépassé l'âge de maturité, où le taux de croissance diminue et les arbres s'affaiblissent.
- Sylviculture : traitement scientifique, technique et commercial de la forêt, depuis la régénération jusqu'à son exploitation.

## T
- Taillis : peuplement forestier caractérisé par des rejets dont la régénération s'obtient par des coupes de rajeunissement.
- Taillis sous futaie : peuplement mixte obtenu par un traitement consistant à effectuer une coupe du taillis à rotation d'une durée fixe et courte, et à épargner quelques brins, puis à effectuer une coupe partielle de la même futaie selon les arbres sélectionnés ou réservés.
- Tire et aire : méthode ancestrale d’exploitation des forêts (taillis, taillis sous futaie et de futaie) pratiquée durant l'Ancien régime ; se réalisant de proche en proche (« à tire ») et par des coupes rases d’égale surface (« et aire »), avec ou sans réserve de baliveaux ; afin d’assurer un revenu constant et régulier, la surface des coupes annuelles était calculée pour être égale au quotient de la surface totale de la forêt par l’âge d’exploitabilité des bois (« révolution ») ; ces coupes étaient assises sur le terrain par un arpentage, les forêts n’étant pas, à cette époque, découpées en parcelles ; cette méthode, ne garantissant pas un renouvellement naturel des peuplements, fut abandonnée en France au début du XIXe siècle pour celle allemande du réensemencement naturel et des éclaircies[13],[14]
- Tronc : partie principale de la tige d'un arbre, généralement dénudée, située entre les racines et le houppier
- Tronçonnage : opération consistant à couper transversalement le tronc ou les branches d'un arbre abattu en billes.
- Tronçonneuse : scie motorisée et portable.

## V
- Vidange : action d’enlever et de mettre bord de route le bois exploité sur une coupe.
- Vieille forêt : peuplement dominé par des arbres mûrs ou surannés relativement à l’abri des activités humaines. Le peuplement peut contenir plusieurs espèces végétales dont l’âge varie.
- Volis : désigne chez un arbre brisé la partie de la tige qui est tombée au sol.